# エレフリス・モンテロ
エレフリス・モンテロ（Elehuris Montero, 1998年8月17日 - ）は、ドミニカ共和国サントドミンゴ出身のプロ野球選手（三塁手、一塁手）。右投右打。広島東洋カープ所属。

## 経歴

### プロ入りとカージナルス傘下時代

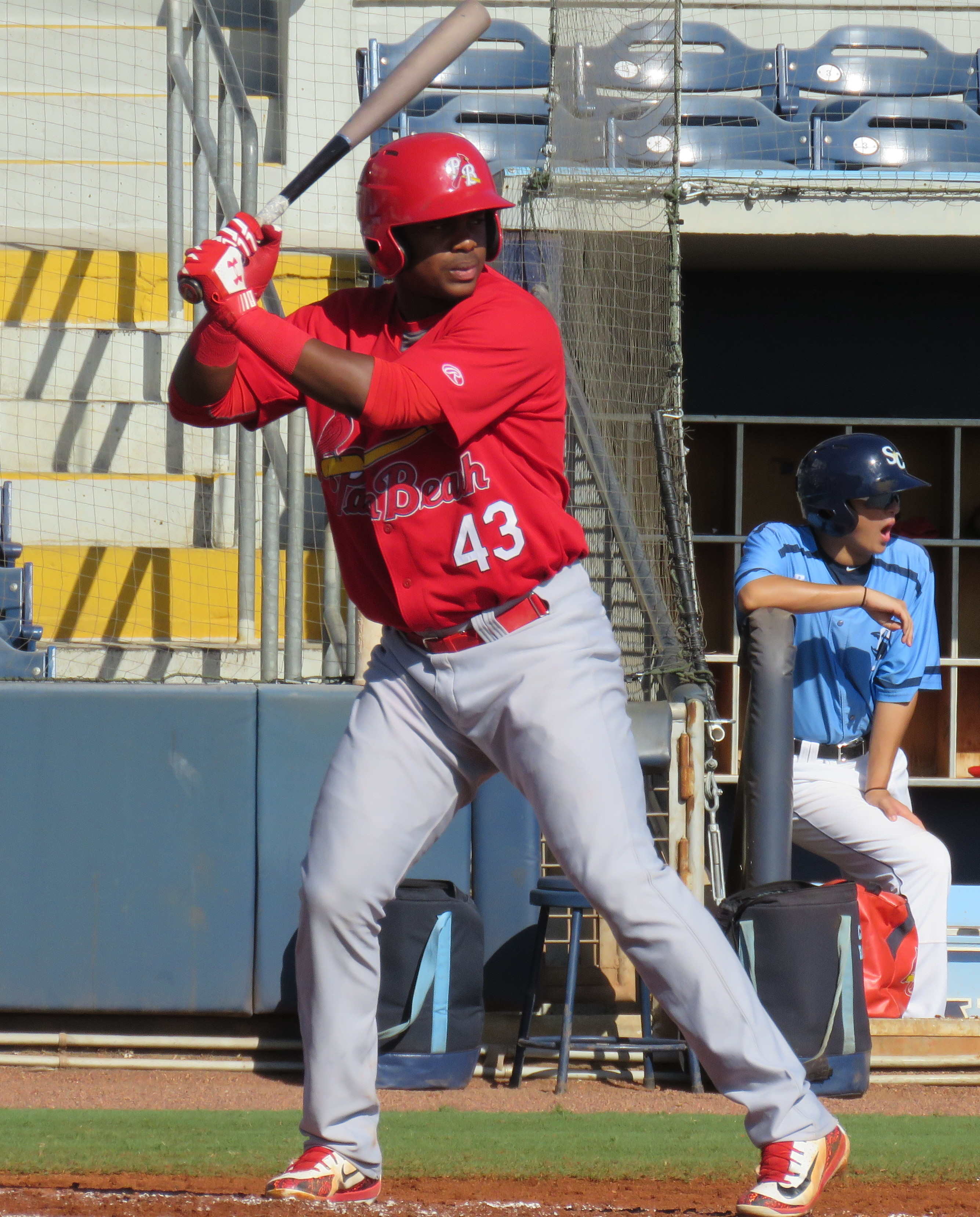
A+級パームビーチ・カージナルス時代
（2018年8月18日）

2014年にアマチュア・フリーエージェントでセントルイス・カージナルスと契約してプロ入り。
2019年まで傘下のマイナーチームでプレーし、同年オフにルール・ファイブ・ドラフトでの流出を防ぐために40人枠に登録された。
2020年は新型コロナウイルスの影響でマイナーリーグの試合が開催されず、公式戦への出場はなかった。

### ロッキーズ時代
2021年2月1日にノーラン・アレナドとのトレードで、オースティン・ゴンバー、マテオ・ギル、トニー・ローシー、ジェイク・ソマーズと共にコロラド・ロッキーズへ移籍した。この年は傘下のAA級ハートフォード・ヤードゴーツで開幕を迎え、シーズン途中にAAA級アルバカーキ・アイソトープスへ昇格。2チーム合計で120試合に出場して打率.278、28本塁打、86打点の成績を記録した。
2022年4月29日にクリス・ブライアントがIL入りしたため、メジャー初昇格。
2024年11月4日にFAとなった。

### 広島時代
2024年11月7日、広島東洋カープに入団。背番号は95。
2025年はオープン戦で15試合の出場で打率.333、2本塁打、3打点と結果を残し、監督の新井貴浩より開幕4番を明言された。開幕3試合目の阪神タイガース戦で門別啓人から来日初安打を放ったものの、直後の打席で左脇腹に違和感を覚えて途中交代し、翌日出場選手登録を抹消された。広島の新外国人が開幕カードで離脱するのは、前年のマット・レイノルズ、ジェイク・シャイナーに続いて2年連続の事例であった。5月4日に二軍練習に合流すると、同10日に実戦復帰。13日には一軍へ合流すると、同日の読売ジャイアンツ戦で延長12回にサヨナラ打を放った。5月17日の阪神戦（阪神甲子園球場）では広島を得意とする大竹耕太郎から来日初本塁打を放った。6月5日のオリックス戦では来日初の猛打賞を記録した。

## 選手としての特徴・人物
鋭いスイングから広角に長打が打てるパンチ力と勝負強い打撃が光る右のスラッガー。モンテロの打撃について広島東洋カープの球団幹部は「バットの出し方、スイングの軌道がいい。速い真っすぐにも強いし、パワーがある」と評している。守備では主に一塁と三塁を守る。
愛称は「モンティ」。

## 詳細情報

### 年度別打撃成績
| 年 度    | 球 団    | 試 合 | 打 席 | 打 数 | 得 点 | 安 打 | 二 塁 打 | 三 塁 打 | 本 塁 打 | 塁 打 | 打 点 | 盗 塁 | 盗 塁 死 | 犠 打 | 犠 飛 | 四 球 | 敬 遠 | 死 球 | 三 振 | 併 殺 打 | 打 率 | 出 塁 率 | 長 打 率 | O P S |
| -------- | -------- | ----- | ----- | ----- | ----- | ----- | -------- | -------- | -------- | ----- | ----- | ----- | -------- | ----- | ----- | ----- | ----- | ----- | ----- | -------- | ----- | -------- | -------- | ----- |
| 2022     | COL      | 53    | 185   | 176   | 21    | 41    | 15       | 1        | 6        | 76    | 20    | 0     | 0        | 0     | 0     | 8     | 0     | 1     | 60    | 4        | .233  | .270     | .432     | .702  |
| 2023     | COL      | 85    | 307   | 284   | 40    | 69    | 15       | 2        | 11       | 121   | 39    | 0     | 0        | 0     | 3     | 15    | 0     | 5     | 111   | 5        | .243  | .290     | .426     | .716  |
| 2024     | COL      | 67    | 247   | 224   | 23    | 46    | 10       | 0        | 4        | 68    | 28    | 0     | 0        | 0     | 3     | 20    | 0     | 0     | 56    | 7        | .205  | .267     | .304     | .571  |
| MLB：3年 | MLB：3年 | 205   | 739   | 684   | 84    | 156   | 40       | 3        | 21       | 265   | 87    | 0     | 0        | 0     | 6     | 43    | 0     | 6     | 227   | 16       | .228  | .277     | .387     | .664  |

- 2024年度シーズン終了時

### 年度別守備成績
| 年 度 | 球 団 | 一塁（1B） | 一塁（1B） | 一塁（1B） | 一塁（1B） | 一塁（1B） | 一塁（1B） | 三塁（3B） | 三塁（3B） | 三塁（3B） | 三塁（3B） | 三塁（3B） | 三塁（3B） |
| 年 度 | 球 団 | 試 合      | 刺 殺      | 補 殺      | 失 策      | 併 殺      | 守 備 率   | 試 合      | 刺 殺      | 補 殺      | 失 策      | 併 殺      | 守 備 率   |
| ----- | ----- | ---------- | ---------- | ---------- | ---------- | ---------- | ---------- | ---------- | ---------- | ---------- | ---------- | ---------- | ---------- |
| 2022  | COL   | 16         | 100        | 10         | 1          | 10         | .991       | 23         | 13         | 37         | 3          | 5          | .943       |
| 2023  | COL   | 55         | 424        | 29         | 2          | 55         | .996       | 12         | 4          | 14         | 3          | 2          | .857       |
| 2024  | COL   | 49         | 453        | 21         | 3          | 47         | .994       | -          | -          | -          | -          | -          | -          |
| MLB   | MLB   | 125        | 977        | 60         | 6          | 112        | .994       | 35         | 17         | 51         | 6          | 7          | .919       |

- 2024年度シーズン終了時

### 記録

#### NPB
初記録
- 初出場・初先発出場：2025年3月28日、対阪神タイガース1回戦（MAZDA Zoom-Zoom スタジアム広島）、「4番・一塁手」で先発出場[21]
- 初打席：同上、2回裏に村上頌樹から空振り三振[22]
- 初打点：2025年3月29日、対阪神タイガース2回戦（MAZDA Zoom-Zoom スタジアム広島）、5回裏に工藤泰成から押し出し四球[23]
- 初安打：2025年3月30日、対阪神タイガース3回戦（MAZDA Zoom-Zoom スタジアム広島）、5回裏に門別啓人から左前打[7][8]
- 初本塁打：2025年5月17日、対阪神タイガース8回戦（阪神甲子園球場）、8回表に大竹耕太郎から左越2ラン[24]

### 背番号
- 44（2022年 - 2024年）
- 95（2025年[5] - ）